# Melicytus chathamicus
Melicytus chathamicus är en tvåhjärtbladig växtart som först beskrevs av F. Müll., och fick sitt nu gällande namn av P.J. Garnock-jones. Melicytus chathamicus ingår i släktet Melicytus och familjen Achariaceae. Inga underarter finns listade i Catalogue of Life.